# 久保田金造
久保田 金造（くぼた きんぞう、1916年1月25日 - 1991年8月22日）は、元騎手（札幌競馬倶楽部、阪神競馬倶楽部、日本競馬会）、元調教師（日本競馬会、国営競馬、日本中央競馬会（JRA））。2004年調教師顕彰者。北海道札幌郡琴似村（現・札幌市中央区盤渓）出身。1929年、北海道琴似尋常小学校高等科卒業。兄の久保田彦之（主な管理馬・カブトシロー）も調教師。

## 経歴
農家の7人きょうだいの六男として生まれる。実家では農耕馬を飼っていたため、幼少の折から馬に親しんだ。1931年、札幌競馬場にある異母兄・上村大治郎の厩舎にて見習騎手となる。1932年、騎手免許取得。騎乗機会に恵まれなかったため、1934年に鳴尾競馬場の美馬勝一厩舎へ移籍。
1937年に調教師免許を取得し、京都競馬場に厩舎を開業。1944年にカイソウで東京優駿競走（日本ダービー）を制した。太平洋戦争の戦況悪化により競馬開催が一時停止になると北海道へ疎開し、1946年夏の進駐軍競馬に参加した。
1948年、国営競馬の札幌競馬場の調教師として競馬界に復帰。1954年、中山競馬場に所属。以後1958年の東京優駿（日本ダービー）をはじめ八大競走9勝を挙げる実績を残した。1978年、美浦トレーニングセンターの開業に伴い、厩舎は同地の南馬場所属となる。
1991年7月7日にJRA通算1000勝を達成。それから約1ヶ月後の8月22日、心筋梗塞により現役の競馬人として生涯を閉じた。75歳没。定年引退後にはオーストラリアで調教師になる計画を立てていたという。
2004年、調教師顕彰者として殿堂入り。

## 幻の記録
調教師として「幻の記録」をいくつか経験している。
代表的なものは1944年に能力検定競走「長距離特殊競走」として行われた現在の菊花賞である。管理馬カイソウは1位で入線したものの、出走馬全てが走行するコースを間違えたため競走不成立となり、カイソウは失格となってしまった。
また、1948年に優駿競走（日本ダービー）を優勝したミハルオーは実質的には久保田の管理馬であったが、国営競馬への復帰手続きが間に合わなかったため記録上は異母兄・上村大治郎の管理馬とされた。そのため、幻の東京優駿（日本ダービー）2勝目（当時）となった。

## 成績

### 騎手成績
騎手時代は詳細な記録がなく不明。

### 調教師成績
10,041戦1,000勝、重賞46勝。（日本中央競馬会発足以降）

#### 主な管理馬
- カイソウ（1944年東京優駿競走）
- ミハルオー（1949年天皇賞（春））
- トラツクオー（1951年菊花賞、1952年天皇賞（秋））
- キタノイヅミ（1955年中山大障害（春））
- キタノオー（1955年朝日杯3歳ステークス、啓衆社賞最優秀3歳牡馬、1956年菊花賞、啓衆社賞最優秀4歳牡馬、1957年天皇賞（春））
- キタノヒカリ（1956年朝日杯3歳ステークス）
- ダイゴホマレ（1958年東京優駿、啓衆社賞最優秀4歳牡馬）
- キタノオーザ（1960年菊花賞）
- カネツセーキ（1961年朝日杯3歳ステークス、啓衆社賞最優秀3歳牡馬、1962年啓衆社賞最良スプリンター）
- アイテイオー（1963年優駿牝馬）
- ジャンボキング（1976年スプリンターズステークス）
- ニッポーキング（1978年安田記念）
- ニッポーテイオー（1986年優駿賞最優秀スプリンター、1987年天皇賞（秋）、マイルチャンピオンシップ、JRA賞最優秀5歳以上牡馬、JRA賞最優秀スプリンター、1988年安田記念）

#### 受賞
- 優秀調教師賞（関東）（1988年）
- 調教技術賞（関東）（1969年）
- 重賞獲得調教師賞（関東）（1987年）

## 主な厩舎所属者
※太字は門下生。括弧内は厩舎所属期間と所属中の職分。
- 伊藤竹男（1950年-1969年 騎手）
- 境勝太郎（1958年-1961年 騎手）
- 蛯名信広（1978年-1985年 騎手）
- 鹿戸雄一（1984年-1991年 騎手）